# 森川鹿次
森川鹿次（もりかわ しかじ、1904年10月7日 - 1981年2月20日）は、日本のヤクザ。森川組初代。四代目山口組舎弟・矢嶋長次は、娘婿。愛媛県川之江町（現：四国中央市）出身。

## 来歴
明治37年（1904年）10月7日、愛媛県川之江町（現：川之江市）で生まれた。生家は士族の旧家だったが、すでに没落していた。幼少期には、メンコに熱中した。
その後、森川鹿次は、松山市に出て、呉服屋に丁稚奉公した。
大正14年（1925年）、森川鹿次は、妹・悦子と妹婿の檜垣信太郎とともに、満州大連に移り住んだ。森川鹿次と檜垣信太郎は、クリーニング屋を隠れ蓑にして、大連で拳銃を買い集め、大阪に密輸した。森川鹿次は、税関吏・宮内を買収していた。
昭和16年（1941年）、大連港で、密輸しようとした拳銃500丁が、発見された。森川鹿次は憲兵に逮捕され、懲役1年の実刑判決を受けた。森川鹿次たちが集めた拳銃500丁も全て没収された。森川鹿次は全財産をかけて、拳銃500丁を仕入れていたため、無一文となった。
昭和20年（1945年）の終戦後、森川鹿次と妹と檜垣信太郎は、愛媛県に引き揚げた。同年暮れ、森川鹿次は愛媛県今治市に移り住んだ。森川鹿次は、米や魚の干物などの闇物資を大阪に運んで売りさばき、生計を立てていた。また、毎日のように美保町の賭場に通っていた。そのころ、賭場で、野沢春子と知り合った。野沢春子は、戦争で夫を失い、一人で5人の子供を育てていた。野沢春子は、親しい漁師から雑魚を分けてもらい、それを近郊の農村で売って生計を立てていた。
昭和21年（1946年）8月26日、檜垣信太郎の双子の兄で、元海軍大佐だった檜垣謙二郎が、自決した。
その後、森川鹿次は、野沢春子と結婚した。それから、森川鹿次と春子は、美保町に自宅を構え、賭場を開いた。また、森川鹿次は、野球賭博の胴元にもなった。このころ、森川組を結成した。
昭和27年（1952年）6月26日、呉市阿賀町の土岡組・土岡博組長が、呉市の山村組若頭・佐々木哲彦の若衆に射殺された。同年8月、森川鹿次は、土岡組若衆だった波谷守之、同じく土岡組若衆だった河面清志、山村組から破門された今田泰麿、今田泰麿の若い者・荒井忠良の4人を自宅に匿った。森川鹿次は、波谷守之に、山村組への報復を思い止まるように諭した。波谷守之ら4人は、森川鹿次の説得を振り切って、船で呉市阿賀町に戻った。その後、手配中だった波谷守之ら4人は、岡山で警察に逮捕され、岡山刑務所に服役した。
昭和30年（1955年）、森川鹿次は、自宅と賭場を、今治市黄金町に移した。同年、明石の博徒・矢嶋清の息子・矢嶋長次と森川鹿次の娘（春子の連れ子）・栄子が結婚した。矢嶋長次も博徒であった。矢嶋長次は、森川鹿次の家の向かいに、新居を構えた。矢嶋長次は、矢嶋組を結成した。
昭和35年（1960年）7月15日、矢嶋長次は24歳で、三代目山口組・田岡一雄組長の盃をもらい、山口組直参となった。
昭和38年（1963年）、森川鹿次の若衆・伊藤日出男と、伊藤の兄弟分・二代目原田組・平原春義組長が、共同経営していたバー「マンタール」の銭勘定で、揉めた。平原春義の刺客が、伊藤日出男を刺殺した。この報復として、伊藤日出男の舎弟・末崎康雄らが、平原春義を射殺した。原田組初代・原田定直は、森川鹿次の兄弟分だった。末崎康雄は、松山市に拠点を置く郷田会清水組を抜け、若衆1人を連れて、矢嶋組に移っていた。矢嶋長次は、原田組を訪ね、原田定直と話し合い、抗争を回避させた。原田組は、矢嶋組の傘下となった。
同年8月、今治市のスナックで、松山市の中西組系仙波組組長らと、矢嶋組若衆・横本学と矢嶋組若衆・平沼建次の2人が、喧嘩となった。横本学と平沼建次は、仙波組組長を殺害した。矢嶋長次は、松山市三津浜の中西組・中西月龍組長の自宅を訪ね、中西月龍と話し合いを持った。矢嶋長次は、中西月龍を説得し、両組は手打ちをした。
同年、森川鹿次は、森川芸能社を起こし、責任者には矢嶋長次を据えた。当時、矢嶋長次は、神戸芸能社において、美空ひばりの四国公演の責任者になっていたからである。また、矢嶋長次は、田岡一雄が港湾荷役の仕事で上京する際には、必ず護衛を務めていた。

昭和39年（1964年）6月7日（日曜日）午前10時、第1次松山抗争が勃発した。
山口組若頭地道行雄は、森川鹿次に、「矢嶋長次が戻って来るまで、今治に直系組長3人を常駐させ、留守を預からせたい。弁護士費用や差し入れ代も全て山口組が負担する」と提案した。森川鹿次はこの提案を丁重に断った。結局、矢嶋長次不在の間は、森川鹿次が今治を守っていくことになった。
警察の取調べが終わった矢嶋組組員と郷田会組員は、松山刑務所の拘置所に送られた。拘置所には、松山の博徒・黒田新太郎がいた。黒田新太郎の弟・黒田善太郎は、森川鹿次の兄弟分だった。黒田新太郎の仲裁で、矢嶋長次と郷田昇は五分の手打ちをした。森川鹿次は、検察庁OBだった岡山の弁護士に依頼し、矢嶋長次の保釈申請を提出した。高松高裁は、矢嶋長次の保釈を決定した。その後、矢嶋長次は懲役7年の実刑判決を受けて、福島刑務所に服役した。
森川鹿次は、今治の観光協会の人に頼まれて、近鉄バファローズの後援会に資金提供した。森川鹿次の息子（春子の連れ子）・森川隆が、森川組・矢嶋組の戦闘隊長となった。
その後、今治市波止浜のバー「はとはま」で、本多会系村上組・村上和久、村上組組員矢野豊一らと、森川組・森川隆、森川組組員・藤田智志、森川組組員・北川義一、森川組組員・十川好清が喧嘩となった。この事件で、森川隆は警察に逮捕された。
昭和47年（1972年）秋、矢嶋長次が、福島刑務所から出所した。
昭和48年（1973年）、森川鹿次は、森川組の後継者を矢嶋長次にするか、森川隆にするかで悩んでいた。結局、矢嶋長次を後継者とし、森川組と矢嶋組を一本化することに決めた。矢嶋長次は、二代目森川組を名乗ることを条件に了承した。同年4月19日、矢嶋長次の二代目森川組襲名披露式が、執り行われた。波谷守之が世話人を務めた。
昭和56年（1981年）2月20日、森川鹿次は、肺癌で死去した。享年78。

## 註
1. ↑  今治の港町
2. ↑  黄金町は今治城の北にある
3. ↑  矢嶋長次は、福島刑務所で、三代目共政会・山田久会長と知り合った

## 森川鹿次関連の書籍
- 正延哲士『瀬戸内遊侠伝　博徒・森川鹿次の生涯』洋泉社、2000年、ISBN 4-89691-458-9
- 正延哲士、天龍寺弦、木村栄志『実録　残侠博徒ヤクザ伝　森川鹿次』竹書房、2006年、ISBN 4-8124-6347-5